# Frankolin górski
Frankolin górski (Scleroptila psilolaema) – gatunek średniej wielkości ptaka z rodziny kurowatych (Phasianidae). Endemit Etiopii; osiadły.

## Systematyka
Jest to gatunek monotypowy. Dawniej za jego podgatunek uznawany był frankolin rdzawobrzuchy (Scleroptila elgonensis), ale na podstawie różnic w wokalizacji i upierzeniu został on wyodrębniony jako osobny gatunek.

## Morfologia
Wygląd zewnętrzny: Ptak o pokroju zbliżonym do kuropatwy. Od pokrewnych gatunków odróżnia się czarnymi paskami na końcach lotek pierwszorzędowych.
Rozmiary: długość ciała: 32–35 cm
Masa ciała: dwa schwytane samce ważyły 510 g i 530 g, dwie samice 370 g i 510 g

## Występowanie

### Zasięg występowania
Środkowa i południowa Etiopia.

### Środowisko
Górskie tereny trawiaste i wrzosowiska, 2400–4000 m n.p.m.

## Rozród
O rozrodzie frankolina górskiego prawie nic nie wiadomo. Gatunek najprawdopodobniej monogamiczny. Jaja zaobserwowano w październiku.

## Pożywienie
Dieta gatunku jest słabo znana, prawdopodobnie składa się z bulw i korzeni zbieranych na wilgotnych łąkach.

## Status zagrożenia
Status według kryteriów Czerwonej księgi gatunków zagrożonych IUCN: gatunek bliski zagrożenia (NT – near threatened). Trend liczebności populacji uznaje się za spadkowy.